# Хотмыжский уезд

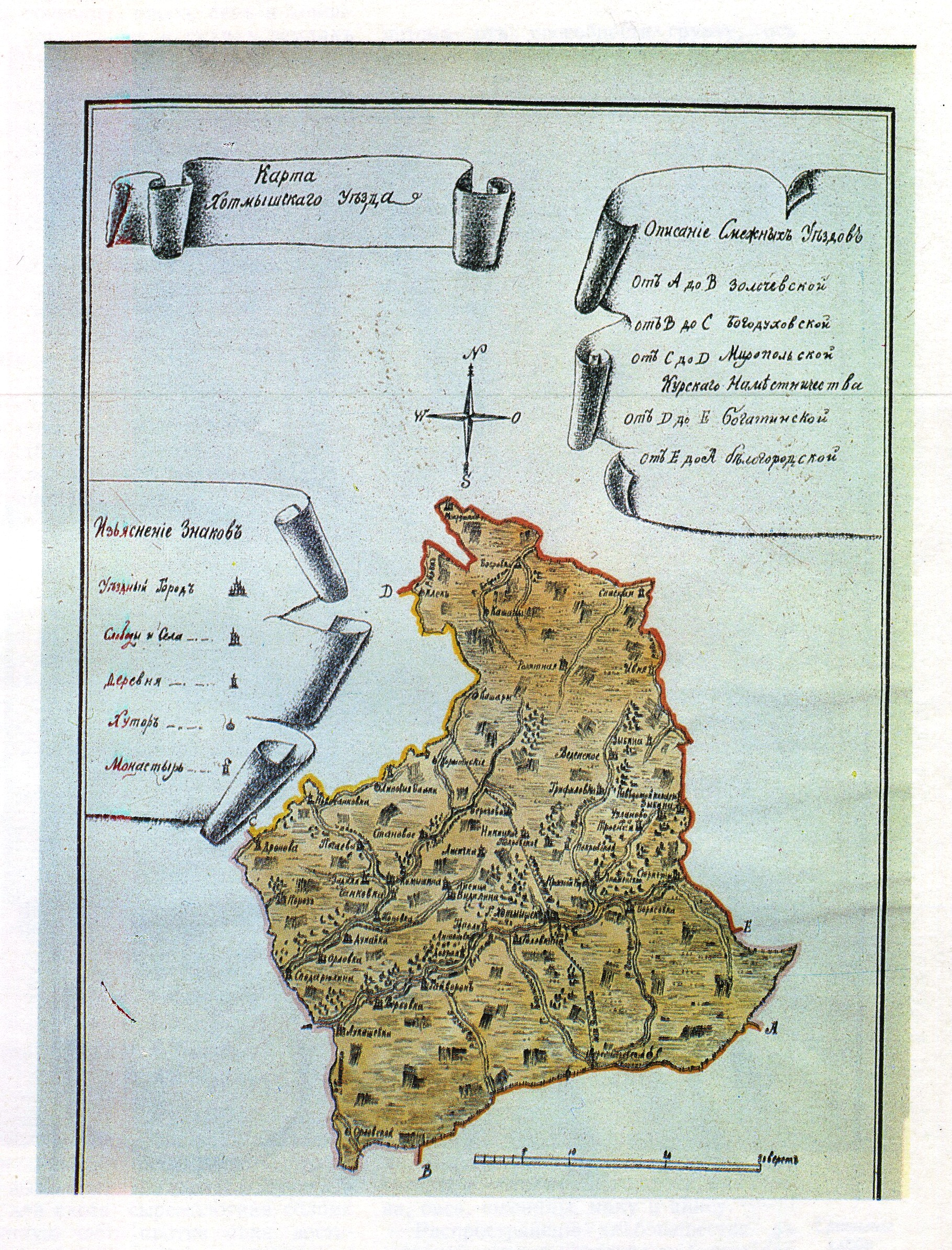
Карта Хотмыжского уезда (будущая территория Борисовского района), XVIII век. Из Топографического описания Харьковского наместничества

Хотмы́жский уе́зд — административно-территориальная единица Российской империи. Входил в состав Белгородской губернии (1727 — 1779), Харьковского наместничества (1780 — 1796) и Курской губернии (1802 — 1838). Уездным центром был город Хотмыжск (ныне село в Борисовском районе Белгородской области).

## История
Хотмыжский уезд был создан в 1727 и вошел в состав новообразованной Белгородской губернии. Уездным городом стал город Хотмыжск (один из городов-крепостей Белгородской черты, основан в 1640 году).
В 1779 году Белгородская губерния была упразднена, её территория была разделена между Курским и Орловским наместничествами, часть была передана Воронежской губернии, а еще одна часть, в том числе и Хотмыжский уезд, была отнесена к Слободско-Украинской губернии
В 1780 году Слободско-Украинская губерния была преобразована в Харьковское наместничество. Хотмыжский уезд входил в состав Харьковского наместничества до 1796 года.
В 1796 году Слободско-Украинская губерния была восстановлена. Земли, полученные в 1779 году от Белгородской губернии, были переданы в состав Курской губернии. Хотмыжский уезд был упразднен, город Хотмыжск вошёл в состав Белгородского уезда Курской губернии.
В 1802 году Хотмыжский уезд был восстановлен и вошел в состав Курской губернии. 
Хотмыжск постепенно терял своё административное и экономическое значение, поэтому, в 1838 году, центр уезда был перенесен в динамично развивающийся город Грайворон (образован из одноименной казённой слободы), который, к тому же, находился на пересечении столбовых дорог. Хотмыжский уезд был переименован в Грайворонский. Хотмыжск стал заштатным городом в составе Грайворонского уезда и оставался таковым до 1928 года (в 1928 утратил статус города и был преобразован в село).

## Население
В 1719 году мужское однодворческое население Хотмыжского уезда составляло 5,5 тыс. чел., крестьянское — 0,7 тыс. чел..